# 채재억
채재억(蔡載億, 1938년 ~ )은 대한민국의 제9대 공업진흥청장을 역임한 공무원이자 한국생산성본부 회장을 지내고, 소프트다임 고문에 재직 중인 기업인이다. 본관은 인천이며, 황해도 연백군 출신이다.

## 학력
- 서울대학교 법과대학

## 생애
행정고시 제1회에 합격하고, 상공부에서 오래 근무하여 차관보를 지냈다. 1993년 3월 4일부터 1994년 2월 24일까지 제9대 공업진흥청장으로 재직하였다.  